# 奚齊
晋侯奚齊（前665年—前651年），姓姬，名奚齐，春秋時晉獻公之子，驪姬所生。
骊姬美艷善媚，生奚齐，深得晋献公宠爱，对她言听计从，骊姬有意废嫡立庶，迫走重耳、夷吾，设计陷害太子申生，策划立奚齐为国君，之后晋献公又听进骊姬的谗言，废殺太子申生，又尽逐群公子，欲立其为嗣，是為驪姬之亂。献公病危，嘱托大夫荀息攝政，助奚齊继位，献公死后，晋国内乱，十四岁的奚齐成为国君，但才没几天，奚齐就被大臣里克杀死。